# Алан Ґордон
Алан Ґордон (англ. Alan Gordon) — канадський актор. Він з'являвся у таких фільмах, як Foxy Lady (1971) Айвана Райтмана, у якому він грає молодика, закоханого в персонажа актриси Сильвії Фейґел, а також Cannibal Girls (1973) і Легкі гроші (1983).
Ґордон також з'являвся в телесеріалах, як Закон і порядок.

## Зовнішні посилання
- Алан Ґордон в IMDb